# Tête Despinis

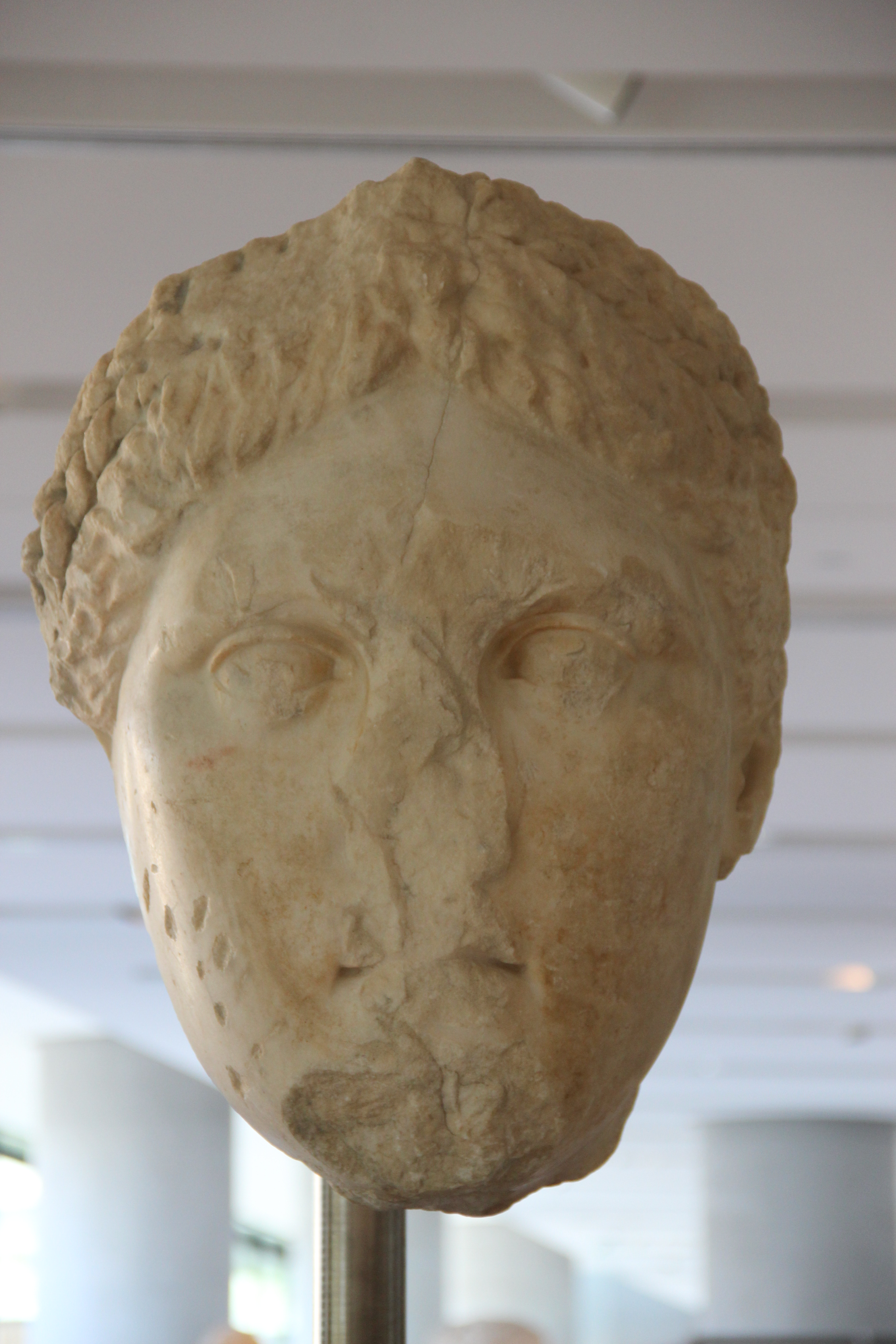
« Tête Despinis », d'une statue de culte à Artémis Brauronia, dans son sanctuaire sur l'Acropole. Vers 330 AEC. Marbre de Paros, H. 56 cm. Musée de l'Acropole.

La tête Despinis est un fragment colossal de statue grecque antique représentant une tête féminine, conservé encore récemment dans les réserves du musée de l'Agora antique d'Athènes. Selon George Despinis, directeur du musée, ce serait l'original de la statue d'Artémis Brauronia sculptée par Praxitèle.

## Découverte
Conservée dans les réserves du musée de l'Agora antique sous le numéro d'inventaire 1352, la tête Despinis est publiée comme une tête masculine, avec une provenance erronée : elle est donnée comme provenant du terrain Makriyannis, situé en crontrebas de l'Acropole. Sur la base des premiers catalogues la mentionnant et d'une photographie, George Despinis établit qu'elle vient des alentours du sanctuaire d'Athéna Hygieia, entre le Brauronion et les Propylées — elle a probablement été découverte au cours de la campagne de fouilles de Kyriakos S. Pittakis en 1839. Un reste de boucle d'oreille prouve qu'il s'agit d'une tête féminine.

## Description
La tête, sculptée en marbre de Paros, est de proportions colossales — elle mesure 56 cm de haut, soit le double environ de la taille naturelle, et la statue complète devait avoisiner une hauteur de 3,6 mètres — deux indices qui font penser à une statue de culte. Elle porte la marque du passage du temps mais aussi des ardeurs iconoclastes chrétiennes : la coiffure est entamée sur son côté gauche ; le nez, la bouche et le menton sont arrachés et les yeux martelés.
Le visage de la déesse est arrondi et légèrement dissymétrique, à l'air plutôt sévère. Sa coiffure, qui dessine un front triangulaire, est composée de deux nattes épaisses faisant le tour de la tête et d'une petite natte verticale qui part du haut du front pour rejoindre le sommet du crâne. Cette coiffure se retrouve sur des portraits d'enfants et de jeunes femmes, ainsi que sur une statue d'Artémis provenant de Délos, ce qui n'a rien d'étonnant pour une déesse jeune et vierge.

## Attribution
Dans sa description de l'Attique, Pausanias mentionne au IIe siècle apr. J.-C. le sanctuaire d'Artémis Brauronia et sa statue de culte, « œuvre de Praxitèle ». Traditionnellement, on reconnaît cette œuvre dans le type de la Diane de Gabies ou encore dans celui de l'Artémis de Dresde.
George Despinis propose plutôt d'y voir la tête du musée de l'Acropole, découverte à l'endroit visité par Pausanias. Il la rapproche des Danseuses de Delphes et de la Thémis de Rhamnonte, deux œuvres qui sont datées respectivement de 330-320 av. J.-C. et de 320-280 av. J.-C., ce qui correspondrait à la fin de la carrière de Praxitèle.
On a fait valoir que la configuration du Brauronion, telle qu'on la reconstitue à partir des vestiges archéologiques, s'accordait mal avec l'existence d'une statue de culte. Mais la principale objection formulée à l'encontre de cette hypothèse est stylistique : le visage grave et solennel de la Tête Despinis ne s'accorde guère avec le charme et la grâce considérées comme caractéristiques du style praxitélien. Toutefois, cette vision est largement fondée sur l’Hermès portant Dionysos enfant, dont l'attribution au maître athénien fait l'objet de violentes controverses. Ensuite, il faut tenir compte de l'état très abîmé de la tête, et du fait que, située à plus de trois mètres au-dessus du sol, elle était vue en contre-plongée marquée : il est difficile d'imaginer l'impression qu'elle pouvait donner dans cette configuration.